# Шугу, Эмир Бекирович
Эми́р Беки́рович Шугу́ (крымскотат. Emir Bekir oğlu Şugu, Эмир Бекир огълу Шугу) (род. 1887, Дерекой, Таврическая губерния) — советский партийный и государственный деятель. Председатель Совета народных комиссаров Крымской АССР (1926—1929).

## Биография
Родился в 1887 году в деревне Дерекой Ялтинского уезда в крестьянской семье. Окончил механическое отделение Ялтинской ремесленной школы.
До 1908 года работал ремесленником. В 1908-1912 и в 1914-1923 годах служба в армии. Член ВКП(б) с 1920 или 1921 года. В 1923-1924 годах – заведующий Ялтинским земельным отделом. С мая 1924г. – председатель Ялтинского райисполкома. С мая 1925 года – полномочный представитель Крымской АССР при ВЦИКе.
15 июня 1925 года на заседании Совнаркома РСФСР будучи представителем Крымской АССР при президиуме ВЦИК выступил против дополнительного выделения 40000 десятин для евреев, сославшись на то, что в Крыму ожидается репатриация татар, покинувших родину при Екатерине II и позднее в ходе мухаджирства.
С 21 марта 1926 по май 1929 года – Председатель СНК Крымской АССР.
Будучи Председателем Крымсовнаркома курировал в Симферопольском районе товарищество «Каяш» в рамках деятельности Крымского общества помощи переселенцам и расселенцам (КОППР).